# Wendell Bell
Wendell Bell (* 27. September 1924 in Chicago; † 3. November 2019) war ein US-amerikanischer Soziologe und Zukunftsforscher, der mit seinem kybernetisch-dezisionistischen Modell des sozialen Wandels eine Außenseiterposition in seiner Fachdisziplin einnahm.

## Leben
Wendell Bell wurde 1924 in Chicago als Sohn von Wendell Cedric Bell (1905–1983) und dessen Ehefrau Blanch Carolyn Leiferman (1905–1993) geboren, wuchs aber ab dem Alter von 4 Jahren in Fresno auf. Er war während des Zweiten Weltkrieges Marineflieger. 1952 wurde er an der California State University, Los Angeles, zum Ph.D. promoviert. Danach lehrte er an verschiedenen nordamerikanischen Universitäten. Seit 1963 war er (schließlich emeritierter) Soziologie-Professor an der Yale University.
Bells Arbeitsschwerpunkte waren die Vergleichende Soziologie, er spielte eine führende Rolle bei den African American Studies an der Yale University, und anfangs auch die Stadtsoziologie. Daneben beschäftigte er sich zunehmenden Maße mit den methodischen Grundlagen der sozialwissenschaftlichen Zukunftsforschung. Wie Viele der älteren Generation der Zukunftsforscher spielte bei ihm die Frage eine große Rolle, ob es sich bei der Zukunftsforschung um eine Kunst oder um eine Wissenschaft  handelt (Is Future Studies an Art or a Science?). Im Zentrum seiner Argumentation steht dabei, dass es sich in der Zukunftsforschung um ein rationales Denken handele. Insofern sei dieses dem wissenschaftlichen Denken ähnlich, wenn auch nicht damit identisch.
Im Zusammenhang mit der Zukunftsforschung entwickelte er sein kybernetisch-dezisionistisches Modell des sozialen Wandels. Danach verursachen Individuen einzeln oder in Gruppen sozialen Wandel und sind auch von ihm betroffen. Folglich initiieren auch Soziologen mit ihrer wissenschaftlichen Arbeit sozialen Wandel. Das hätten sie bei ihrer Berufsausübung zu berücksichtigen.

## Schriften (Auswahl)
- The Sociology of the Future and the Future of Sociology, in: Sociological Perspectives Vol. 39, No. 1, S. 39–57
- Foundations of Futures Studies I: History, Purposes, Knowledge, New Brunswick, New Jersey: Transaction Publishers, 1997
- Foundations of Futures Studies II: Values, Objectivity and the Good Society, New Brunswick, New Jersey: Transaction Publishers, 1997